# 1991년~1992년 베오그라드 반전 시위
1991년~1992년 베오그라드 반전 시위는 민족주의와 정치적 긴장이 고조되고 유고슬라비아 전쟁이 발발하면서 세르비아 내에서 발생한 수많은 반전 운동 중 하나이다. 슬로보단 밀로셰비치 정권에 반대하는 1991년 대규모의 베오그라드 시위는 젊은이들의 반전 성향을 강화시켰다. 베오그라드의 시위는 주로 부코바르 전투, 두브로브니크 포위전, 사라예보 포위전에 대한 반대를 내세웠고 시위대는 선전포고 여부와 징병제 폐지 여부에 대한 국민투표를 요구했다.
5만명 이상이 시위에 참여했으며 사라예보 시민들과 연대해 연 "검은 리본 행진"이라는 가장 큰 규모의 시위에서는 총 15만명 이상이 시위에 참여했다. 5만명에서 20만명이 유고슬라비아 인민군에서 탈영했고, 10만명에서 15만명이 넘는 사람들이 전쟁을 반대해 징병을 피하기 위해서 세르비아에 타국으로 이주했다고 추정한다.
샹파뉴-아르덴 대학의 선임교수이자 구유고슬라비아 국제형사재판소(ICTY) 증인으로 출석한 르노 드 라 브로스 교수는 특히나 대안적인 뉴스의 접근성이 당시에는 매우 낮았음을 고려한다면 밀로셰비치의 선전에 대한 세르브인의 저항이 대단히 컸다는 점은 매우 놀라운 사실이라고 말했다. 부코바르 전투 한 달 후 이뤄진 여론 조사에 따르면 세르비아 국민의 64%가 전쟁을 당장 끝내야 한다고 답했고 27%만이 전쟁을 계속해야 한다고 답변했다. 정치학자 올리 프리드만은 유고슬라비아의 해체와 전쟁을 연구하는 학자들 사이에서 반전 운동에 대한 관심이 충분하지 않았고, 세르비아 내의 독립언론과 반전 단체가 국제적으로 큰 관심을 받지 못했다고 말했다.

## 시위대 내 주요 세력
세르비아 내 반전 사상과 운동을 이끈 대표적인 협회와 비정부 기구(NGOs)로는 반전 운동 지휘부, 검은 여성, 인도주의적 법률 센터, 베오그라드 서클 등이 있다. 베오그라드에서 열린 동원령 반대 서명 공연에서는 에카타리나 벨리카, 엘렉트리치니 오르가잠, 파르티브레이케르스 멤버들이 모인 록 슈퍼그룹인 림투티투키가 결성되었다. 림투티투키 밴드는 베오그라드 공화국 광장에서 콘서트를 열었고 베오그라드 거리를 돌아다니면서 트럭 위에서 반전 노래를 연주했다.
시위를 지지한 가장 유명한 세르비아 내 정치인으로는 이반 스탐볼리치가 있다. 민주당, 인민농부당, 세르비아 자유당, 세르비아 개혁당 등은 "검은 리본 행진"에 참여했다.
유명 건축가인 보그단 보그다노비치가 저명한 세르비아의 반전 반체제 인사 중 하나이다. 베오그라드 시민들은 미랴나 카라노비치, 라데 셰르베지야 등 저명한 예술가, 작곡가, 배우들과 함께 "Neću protiv druga svog"(네추 프로티브 드루가 스보그, "난 내 친구에게 총부리를 들 수 없어")라는 노래를 함께 불렀다.
세르비아 내의 독립언론은 민족감정을 일으키고 국민 동원을 목표로 한 밀로셰비치의 선전과 반대되는 반전 활동 홍보에 많은 어려움을 겪었다. 이 시기 활동한 대표적인 언론사로는 서방의 자금 지원을 받은 B92와 RTV 스튜디오 B 등이 있다.
반전 시위에서 가장 유명한 장면으로는 부코바르 전장에서 전투를 거부하고 전차를 몰아 200 km를 되돌아온 군인 블라디미르 지브코비치가 세르비아 국민의회 의사당 건물 앞에 전차를 주차하고 있는 장면이다.

## 같이 보기
- 1992년 사라예보 반전 시위
- 평화를 위한 유텔 콘서트

## 참고 문헌
서적
- Powers, Roger S (1997). 《Protest, Power, and Change: An Encyclopedia of Nonviolent Action from ACT-UP to Women's Suffrage》. Routledge. ISBN 9781136764820.
- Udovicki, Jasminka; Ridgeway, James (2000). 《Burn This House: The Making and Unmaking of Yugoslavia》. Durham, North Carolina: Duke University Press. ISBN 9781136764820.
- Cigar, Norman (1996). 〈The Serbo-Croatian War, 1991〉.   Meštrović, Stjepan Gabriel. 《Genocide After Emotion: The Post-Emotional Balkan War》. London: Routledge. ISBN 978-0-415-12293-1.

저널 논문
- Fridman, Orli (2010). “'It was like fighting a war with our own people': anti-war activism in Serbia during the 1990s”. 《The Journal of Nationalism and Ethnicity》 39 (4): 507–522. doi:10.1080/00905992.2011.579953. S2CID 153467930.
- “Kratka istorija antiratnog otpora u Srbiji 1991 – 1992.” (PDF). Ženski sud. 2013. 2020년 5월 6일에 확인함.